# Chuck (televisieserie)
Chuck is een Amerikaanse televisieserie gemaakt door Josh Schwartz en Chris Fedak. De serie heeft in Amerika een Emmy Award gewonnen.
De serie is op 24 september 2007 voor het eerst uitgezonden door NBC in Amerika. Het tweede seizoen van Chuck ging op 29 september 2008 van start. Na afloop van seizoen 2 bleken de kijkcijfers niet in het voordeel van de show en dreigde NBC Chuck volledig te schrappen. Fans slaagden er echter in NBC te overtuigen de serie te laten verdergaan dankzij een geslaagde campagne waarbij ze een van de hoofdsponsors van "Chuck" in hun vizier namen: de restaurantketen Subway. Na het protest van de fans maakte Subway een royale sponsordeal met NBC om zo de kosten voor het derde seizoen te dekken. Ondanks deze deal bleef het erom spannen in de daaropvolgende seizoenen. Op 13 mei 2011 maakte NBC bekend dat er een vijfde, laatste seizoen zal komen van Chuck. Het vijfde seizoen ging van start op 28 oktober 2011 op NBC en eindigde op 27 januari 2012 met een 2 uur durende finale.
In Nederland was de serie op maandag tot en met donderdag te zien op Comedy Central, om 20.50 uur.
Vanaf maart 2013 is Chuck te zien op Comedy Central Extra, van maandag tot en met donderdag om 23.15 uur.

## Verhaal
Chuck Bartowski, gespeeld door Zachary Levi, is een 26- (in seizoen 1) tot 29- (in seizoen 4) jarige computertechnicus die werk verricht bij de fictieve elektronicawinkel Buy More. Op een dag ontvangt Chuck een e-mail van een oude vriend die bij de CIA werkte, deze e-mail bevat alle grote geheimen van de wereld, deze geheimen worden ook wel het intersect genoemd. Het intersect is als het ware een supercomputer. Door deze e-mail te openen bevat Chucks brein al deze gegevens. Alle geheime diensten zoals de NSA en de CIA zijn op zoek naar deze intersect, met alle gevolgen van dien. Chuck wordt ingezet voor missies om het land te redden, met zijn handlangers Sarah Walker (Yvonne Strahovski), Chucks undercovervriendin, en John Casey (Adam Baldwin), eveneens werkend bij de Buy More. Chuck probeert ondertussen het intersect uit zijn hoofd te krijgen, daar hij veilig wil blijven van criminele organisaties die ook interesse hebben in de geheimen.
In seizoen 2 komt Chuck erachter dat zijn vader, Stephen J. Bartowski, al die tijd het de maker was van het intersect, maar dat hij zich telkens uit de voeten maakte voor criminele organisaties, alsook de regering zelf. Tegen het eind van dit seizoen verwijderde Stephen Chucks geheimen uit zijn hoofd, waar hij blij mee is, maar even later krijgt Chuck per ongeluk het Intersect 2.0 in zijn hoofd, die niet alleen handige informatie verstrekt, maar hem ook fysiek voordeel geven. Zo kan hij, als hij niet te emotioneel is, eenvoudig 10 man uitschakelen met Kungfu-technieken. In seizoen 3 werd de relatie tussen Sarah en Chuck serieus, en niet meer alleen als dekmantel. Intussen weet Devon Woodcomb (Chucks zwager) al van Chucks spionnenleven. Even later vertelde hij het ook aan Morgan (zijn beste vriend), wat hem uiteindelijk redde (hij kon hierdoor weer vechten met het intersect, omdat hij zijn geheimen te ver opkropte), en in het einde van seizoen 3 wist zelfs Ellie, Chucks zus, ervan.
In seizoen 4 probeert Chuck het verhaal achter zijn moeder uit te vinden, en waarom ze haar familie verliet twintig jaar geleden. Hij komt erachter dat zijn moeder, Mary Bartowski, alias Frost, bondgenoot is met internationaal wapenhandelaar Alexei Volkoff. Ze werd eerst beschouwd als slecht, maar ze hield wel van haar kinderen en beschermde ze daarom ook. Echter, het werd moeilijk voor Chuck om haar te vertrouwen, wegens het feit dat ze hem had beschoten, en hem probeerde op te blazen in een gebouw. Daarbij heeft ze het Intersect 2.0 uit Chucks hoofd gehaald. Ellie vond echter een laptop van Stephen Bartowski, inmiddels overleden, en Chuck kreeg hierdoor opnieuw een intersect. Dit is ook intersect 2.0. In seizoen 5, wanneer Shaw ontsnapt om wraak te nemen op Sarah, steelt hij met behulp van een super-virus "The Omen" alle informatie van alle geheime diensten. Dit voegt hij samen door gebruik te maken van een apparaat dat in bezit was van een CIA agent, Decker genaamd, en vormt zo intersect 3.0. Dit intersect wordt niet bij Chuck geüpload, maar wel bij Shawn. Maar Chuck zorgt ervoor dat het virus geüpload wordt als intersect bij Shaw. Wanneer Shaw flasht om Chuck te vermoorden krijgt hij een kerstbeeld en moet op eigen houtje vechten. Chuck wint en Shawn gaat de gevangenis in. Sarah vindt uit dat de baby uit Boedapest in gevaar is, de baby duikt onder bij Sarah's moeder. Die uiteindelijk veilig belanden bij Ellies huis.
In het begin van seizoen 5 heeft Morgan per ongeluk intersect 2.0 geüpload met behulp van een Intersect-zonnebril. Dit is een val van Decker. Om zo Chuck te vernietigen. De bril was voor Chuck bedoeld. In de intersect zat een fout waardoor je je persoonlijkheid verliest. Dit gebeurt bij Morgan, hij vergeet alle "tekenfilm" dingen en dumpt Alex via sms. Hij biedt zich ook aan als Intersect bij Verbanski en begint zich cool te gedragen. Uiteindelijk kan Chuck de "echte" Morgan terug halen en later halen ze in samenwerking met Beckman het Intersect weg bij Morgan. Sarah krijgt vervolgens tijdens een missie de intersect in haar hoofd gedownload met geheugenverlies tot gevolg. Wat volgt is dat ze alles vergeet wat ze wist en zo wordt ze opgezet tegen Chuck en het team. Uiteindelijk blijkt dat het te laat is voor Sarah om zich nog iets te kunnen herinneren van de relatie tussen Chuck en haar. Tevergeefs probeert Chuck nog herinneringen op te halen, maar het gevoel tussen haar en de 'nerd' is verdwenen. Aan het einde van seizoen 5 valt het team in goede toestand uit elkaar en praat Chuck met Sarah over alles wat ze hebben meegemaakt. Chuck probeert haar herinneringen uiteindelijk nog terug te krijgen door haar te vragen om een kus en dat is dan de slotscène.

## Cast
- Zachary Levi— Charles Irving "Chuck" Bartowski, seizoen 1-5
- Yvonne Strahovski — Sam Lisa Burton alias "Sarah Walker", seizoen 1-5
- Adam Baldwin — Alex Coburn alias "John Casey", seizoen 1-5
- Joshua Gomez — Morgan Guillermo Grimes, seizoen 1-5
- Sarah Lancaster — Dr. Eleanor Fay "Ellie" Bartowski-Woodcomb, seizoen 1-5
- Ryan McPartlin — Devon Christian "Captain Awesome" Woodcomb, seizoen 1-5
- Mark Christopher Lawrence — Michael "Big Mike" Tucker, seizoen 1-5
- Scott Krinsky — Jeffrey "Jeff" Barnes, seizoen 1-5
- Vik Sahay — Lester Patel, seizoen 1-5
- Julia Ling — Anna Melinda Wu, seizoen 1-2, korte terugkomst in seizoen 3
- Matthew Bomer — Bryce Larkin, seizoen 1-2
- Brandon Routh — Daniel Shaw, seizoen 3, korte terugkomst in seizoen 5
- Scott Bakula — Stephen J. "Orion" Bartowski, seizoen 2-3
- Linda Hamilton — Mary Elisabeth "Frost" Bartowski, seizoen 4-5